# Neurale tilpasninger
Neurale tilpasninger  er et begreb indenfor styrketræning, der er et værktøj som bruges til at øge styrke og muskelmasse. Normalt siger man, at der er en sammenhæng mellem en muskels fysiologiske tværsnit, og den kraft som musklen kan udvikle. Kort sagt så er en større muskel også en stærkere muskel. 
Der er dog masser af atleter rundt omkring i verden, som ikke er specielt interesseret i større muskelmasse, men som gerne vil øge styrken i forskellige bevægelser. Det er typisk atleter som har en vægtklasse de skal overholde.
Og her kommer neurale tilpasninger ind i billedet. Musklens kraftudviklingspotentiale er nemlig ikke udelukkende afgjort af hvor stor musklen af, men også af hvor effektivt nervesystemet fungerer rent rekrutteringsmæssigt. 

## Hvad dækker neurale tilpasninger over
Neurale tilpasninger dækker over det man kalder intramuskulær koordination og intermuskulær koordination. Intramuskulær koordination kan yderligere inddeles i motorisk enhedsrekruttering, rate coding og synkronisation. 
Intramuskulær koordination dækker over de neurale fænomener som foregår imellem nervesystemet og musklen.
1. En motorisk enhed er den mindste funktionelle enhed i en muskel. Den består af et neuron og et varierende antal muskelfibre. Når en muskel udsættes for en stigende belastning, så aktiveres flere og større motoriske enheder. De mindste motoriske enheder aktiveres først, og de største og stærkeste til sidst. De motoriske enheder som har det største kraftudviklingspotentiale kaldes høj-tærskel enheder. Man kan ikke aktivere alle motoriske enheder fra naturens side, men man kan via styrketræning blive bedre til at aktivere flere og flere motoriske enheder. Det er det man kalder MU rekruttering (MU= motor unit).
2. Rate coding, eller det man på dansk kalder ”fyringsraten”, henviser til det neuromuskulære fænomen, hvor man via styrketræning kan optimere antallet af nerveimpulser til muskelfibrene i de enkelte motoriske enheder. De enkelte muskelfibre modtager simpelthen flere nerveimpulser pr. tidsenhed, og den resulterende kraft bliver derfor større. 
3. Normalt så arbejder motoriske enheder asynkront, for at skabe så glidende bevægelser som muligt. Hos toptrænede styrkeatleter ser man dog en vis synkronisation mellem de motoriske enheder, hvilket giver en større resulterende kraft.
Når man snakker om intermuskulær koordination, så snakker man om samspillet mellem forskellige muskelgrupper. I en stor øvelse som eksempelvis dødløft, arbejder ryg og ben sammen om at løfte vægten. Jo bedre dette samspil fungerer, jo tungere vægte kan man løfte.
Både den intramuskulære koordination og den intermuskulære koordination kan forbedres via træning, og resulterer i større styrke uden medfølgende forøgelse af muskelmassen.

## Hvilken type træning giver anledning til neurale tilpasninger
Hvis man er interesseret i neurale tilpasninger så er det vigtigt, at man udfører de øvelser man vil være stærkere i, med en relativt høj frekvens. Hvor man godt kan blive større af at ramme hver muskel 1 gang i ugen, så viser de fleste undersøgelser, at man optimalt set skal træne de enkelte løft 2-3 gange i ugen, hvis man vil være stærkere.  Derudover vil det være gavnligt for ens muskler og nerver at udføre tunge løft samt supplere ens træning og muskler med Proteiner og Peptides for at få bedre styrke. 
Antallet af repetitioner i hvert sæt ligger typisk på 1-5 reps, når man træner for neurale tilpasninger. Og for trænede personer gælder det typisk, at man bør holde sig omkring en intensitet på 80 % af 1RM og derover. Utrænede personer kan dog stimulere neurale tilpasninger ved lavere intensiteter helt ned til omkring 60 % af 1RM.